# Veado-mateiro
O veado-mateiro (nome científico: Mazama americana) também conhecido como suaçupita, guatapará, guassu-pará, veado-pardo, veado-capoeiro, veado-vermelho, veado retovado (português), red brocket deer (inglês), venado colorado, corzuela colorada, corzuela roja (espanhol), guazú-pithá (guarani), é a espécie mais abundante de cervídeo do gênero Mazama. Embora seja encontrado em florestas densas e úmidas por toda a América do Sul, o veado-mateiro é um animal reservado e existem poucos estudos em vida livre sobre ele.
É uma espécie de hábitos solitários e crepuscular, mas pode formar pares no período reprodutivo. É a maior espécie do gênero e se alimenta de frutos, folhas, brotos e gramíneas, sendo bastante seletivo na escolha de sua alimentação. A gestação dura cerca de 225 dias e pare um filhote por vez, que nasce com pintas brancas no corpo. Não existe sazonalidade nos nascimentos.
A União Internacional para a Conservação da Natureza (UICN) lista a espécie como DD (dados deficientes), e ela não consta na lista do Instituto Brasileiro do Meio Ambiente e dos Recursos Naturais Renováveis (IBAMA) de animais em extinção. Entretanto, é considerada "vulnerável"  em São Paulo e "em perigo" no Rio Grande do Sul e no Rio de Janeiro. As populações nos limites leste do Cerrado e da Mata Atlântica também estão ameaçadas, principalmente por conta da alteração de seu habitat para empreendimentos agrícolas e urbanização. Apesar disso, sua distribuição geográfica é ampla e ocorre em grandes números na Amazônia. Apesar de ser caçado ostensivamente em grande parte de sua ocorrência, a espécie possui taxas reprodutivas altas, o que torna suas populações tolerantes à ação de caçadores.
A taxonomia do veado-mateiro é considerada como confusa, com isso, estudos sugerem que a espécie que é identificado como uma única espécie atualmente, na realidade, é um "complexo específico". Estudos moleculares sugerem que o táxon M. americana é polifilético. Com novos estudos, provavelmente, M. americana será dividido em várias espécies. Possui a maior distribuição geográfica dentre os cervídeos neotropicais, ocorrendo desde a Colômbia e Venezuela (incluindo Trinidad e Tobago) até o norte da Argentina e sul do Brasil. 
Nesta área, ocorre em todos os tipos de ambientes, desde campos abertos, até florestas úmidas. Sua ocorrência é mais fragmentada no sudeste do Brasil. São animais tímidos e retraídos.

## Etimologia
Acredita-se que o nome "brocket" (inglês) tenha origem da palavra "broc" do francês antigo. Esse termo era usado para descrever a ponta do chifre de um veado fêmea. No México, durante o século 17, esses animais eram chamados de "mazame" ou "macame". Como os veados-mateiros eram muito encontrados em grande parte da América Central e do Sul, surgiu o sufixo latino "-anus" ou "-ana", que significa "pertencer a". Assim explica-se a origem do nome Mazama americana. 

## Taxonomia e evolução
A família Cervidae e a espécie Mazama americana é demasiadamente desconhecida quando se tratado da sua história evolutiva, pela inexistência de registros fósseis conhecidos de cervídeos na América Central, durante o Plioceno, quando os táxons neotropicais, incluindo os pertencentes ao gênero Mazama, possivelmente migraram para o Sul.
A classificação taxonômica do veado-mateiro é bastante incerta mas muito discutida, pelo fato da espécie apresentar diversas características evolutivas, ecológicas, morfológicas, genéticas e citogenéticas bem peculiares. Alguns estudos apontam que a Mazama americana deveria ser dividida em diversas outras espécies. Dados citogenéticos sugerem que ela representa um complexo de espécies com áreas de distribuição mais ou menos restritas ao invés de uma única espécie amplamente distribuída. Foi constatado, a partir de análises de genes mitocondriais e nucleares dos cervídeos, que o gênero Mazama é merofilético e a semelhança morfológica existente entre a M. americana e M. gouazoubira deve ter acontecido por evolução convergente.
Existem ao mínimo sete citótipos diferentes de veado-mateiro, isso revela um processo de intensa evolução cromossômica. O seu cariótipo varia de 42 a 53 cromossomos. A partir de estudos recentes, foi confirmado a variação cromossômica presente na M. americana, em diversas regiões do Brasil, devido a diferenças entre indivíduos causados por rearranjos cromossômicos. Essas análises e pesquisas buscam esclarecer as dúvidas sobre a sua taxonomia e a quantidade de subespécies existentes.

### Subespécies
- Mazama americana americana
- Mazama americana carrikeri
- Mazama americana gualea
- Mazama americana jucunda
- Mazama americana rosii
- Mazama americana rufa
- Mazama americana sarae
- Mazama americana sheila
- Mazama americana trinitatis
- Mazama americana whitelyi
- Mazama americana zamora
- Mazama americana zetta[15]

## Distribuição geográfica e habitat
O veado-mateiro distribui-se por quase toda a América do Sul, estendendo-se do norte da Argentina à Colômbia, e Venezuela, inclusive na Ilha de Trindad (República de Trinidad e Tobago). Além de ocupar praticamente todo o Brasil, com exceção de alguns estados no Nordeste. Entretanto, sua ocorrência é mais fragmentada no sudeste do Brasil, devido ser a região com maior perda de habitat em sua distribuição geográfica.
O habitat ideal para esses animais são florestas tropicais densas com dossel fechado, montanhas ou plantações, a partir do nível do mar até cerca de 5000 m. Esses pontos proporcionam uma grande diversidade de locais onde eles podem facilmente se esconder de potenciais predadores. Podem ser encontrados perto de riachos e pântanos e possuem a vantagem de ter uma pequena estatura que ajuda na sua locomoção na água, são ótimos nadadores e também fazem desses lugares um refúgio.

## Descrição

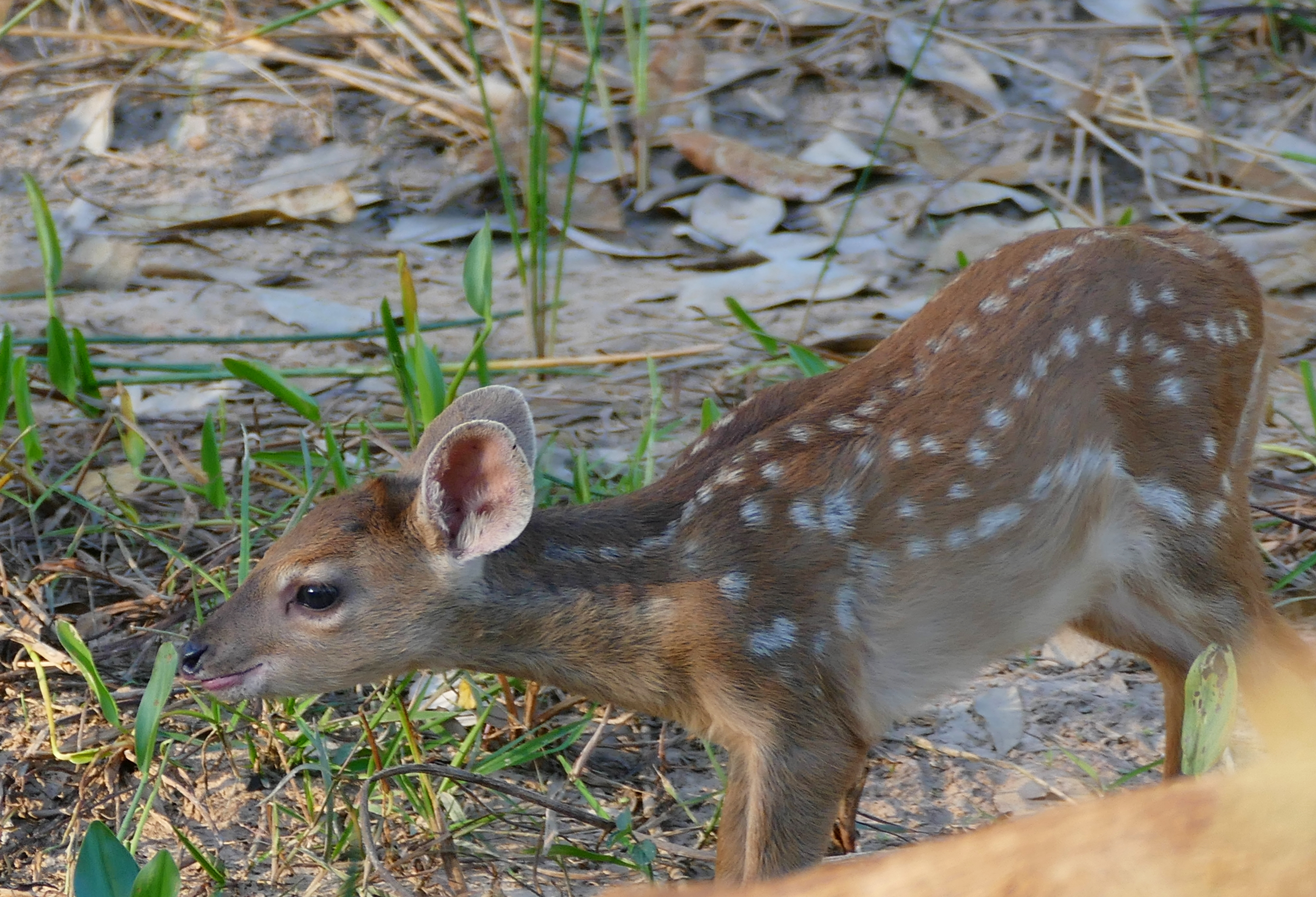
Filhote de veado-mateiro apresenta manchas brancas pelo corpo.

O veado-mateiro, veado-pardo ou veado-vermelho recebe esse nome devido à sua coloração geralmente marrom avermelhada. Apresenta áreas brancas abaixo da cauda, no pescoço e na região interna dos membros e orelhas. Os filhotes são marrom-avermelhados e possuem pintas brancas por todo o corpo durante os primeiros meses de vida. O veado-mateiro não têm galhada, somente curtos chifres que podem chegar à 20 cm, presentes apenas nos machos. Eles carregam seus chifres por mais de um ano, podendo perdê-los em qualquer época do ano, mas principalmente no mês de julho, e voltam a nascer novamente em agosto/setembro. Possuem pernas longas e compridas, o que lhes garante agilidade, porém o tamanho das mesmas pode variar de acordo com a localização do animal. É a maior espécie do gênero Mazama e pesam em média 30 quilos. Adultos tendem a crescer entre 67 cm e 80 cm, na altura da cernelha. Os machos podem ser diferenciados das fêmeas pela presença de chifres mais curtos, em forma de espinhos e encurvados para trás. Esses mamíferos possuem 4 estômagos, e enquanto apenas 1 é utilizado, os outros funcionam como "estômagos falsos", pois os veados-mateiros ruminam e isso os auxilia na digestão do alimento.

## Ecologia e comportamento
O veado-mateiro possui hábitos noturnos e diurnos e são descritos como animais solitários, formando pares apenas na época reprodutiva. Não formam bandos. Quando a fêmea do veado-mateiro dá à luz, ela esconde o filhote e o deixa sozinho por um certo período de tempo, antes de voltar e cuidar da cria até que ele atinja a sua maturidade sexual.
São animais difíceis de serem encontrados na natureza, por serem sempre muito cautelosos e tímidos. Eles estão sempre alertas para o perigo de predadores. Costumam permanecer imóveis quando alarmados sobre possíveis ameaças, e quando se sentem diretamente ameaçados, eles correm para a floresta densa ou nadam para longe. Isso explica a sua preferência de viverem perto de corpos d'água.
Segundo o senso comum, esses veados não emitem vocalizações, devido a sua natureza tímida. No entanto, eles são capazes de emitirem um som agudo de choro em momentos de angústia.

### Dieta e forrageamento
São animais herbívoros. Sua dieta consiste principalmente de frutas, folhas, flores e alimentos fibrosos, preferindo os frutos, quando acessíveis. Quando a disponibilidade desses alimentos diminui durante os períodos chuvosos, ele costuma costuma se alimentar de fungos. Em casos mais extremos onde os recursos são escassos, a dieta do veado-mateiro pode ser composta por caules, cascas, pecíolos, e matéria animal.
Durante grande parte do seu tempo acordado, o veado-mateiro está ocupado com a procura de alimentos. Eles podem ser encontrados forrageando sob plantas ou árvores com flores ou frutos. Costumam ser vistos mastigando a maior parte do dia. No período da noite, os veados gostam de realizar o forrageamento em campos agrícolas, em jardins, ao longo de trilhas ou mais próximo das beiras das florestas.
Os veados-mateiros possuem um impacto considerável no ecossistema amazônico. Eles ajudam a dispersar sementes e afetam diretamente a estrutura de seu habitat florestal, alterando as comunidades de plantas locais. Sem esses animais, certas sementes de plantas não seriam dispersas e poderiam ser ameaçadas de extinção. 

### Reprodução e ciclo de vida
Apesar dos dados escassos, estima-se que o veado-mateiro viva entre 7 e 12 anos em vida livre, e até 16 anos em cativeiro. Atingem a maturidade sexual após cerca de 11-13 meses. O período de gestação dura entre 218 a 228 dias, e na maioria dos casos, há a gestação de apenas uma prole, mas também pode acontecer gestação de gêmeos, principalmente em fêmeas abaixo dos 4 anos de vida. Não há sazonalidade na época de acasalamento do veado-mateiro, pode acontecer durante todo o ano. Para garantir a segurança do filhote, a fêmea o esconde e volta apenas para amamentá-lo. Ele começa a seguir a mãe após algumas semanas de vida. As fêmeas atendem as necessidades da cria até o período de desmame, aos 6 meses, e não há presença de cuidados paternos. As manchas brancas pelo corpo desaparecem após 2-3 meses. 

### Território e comportamento social

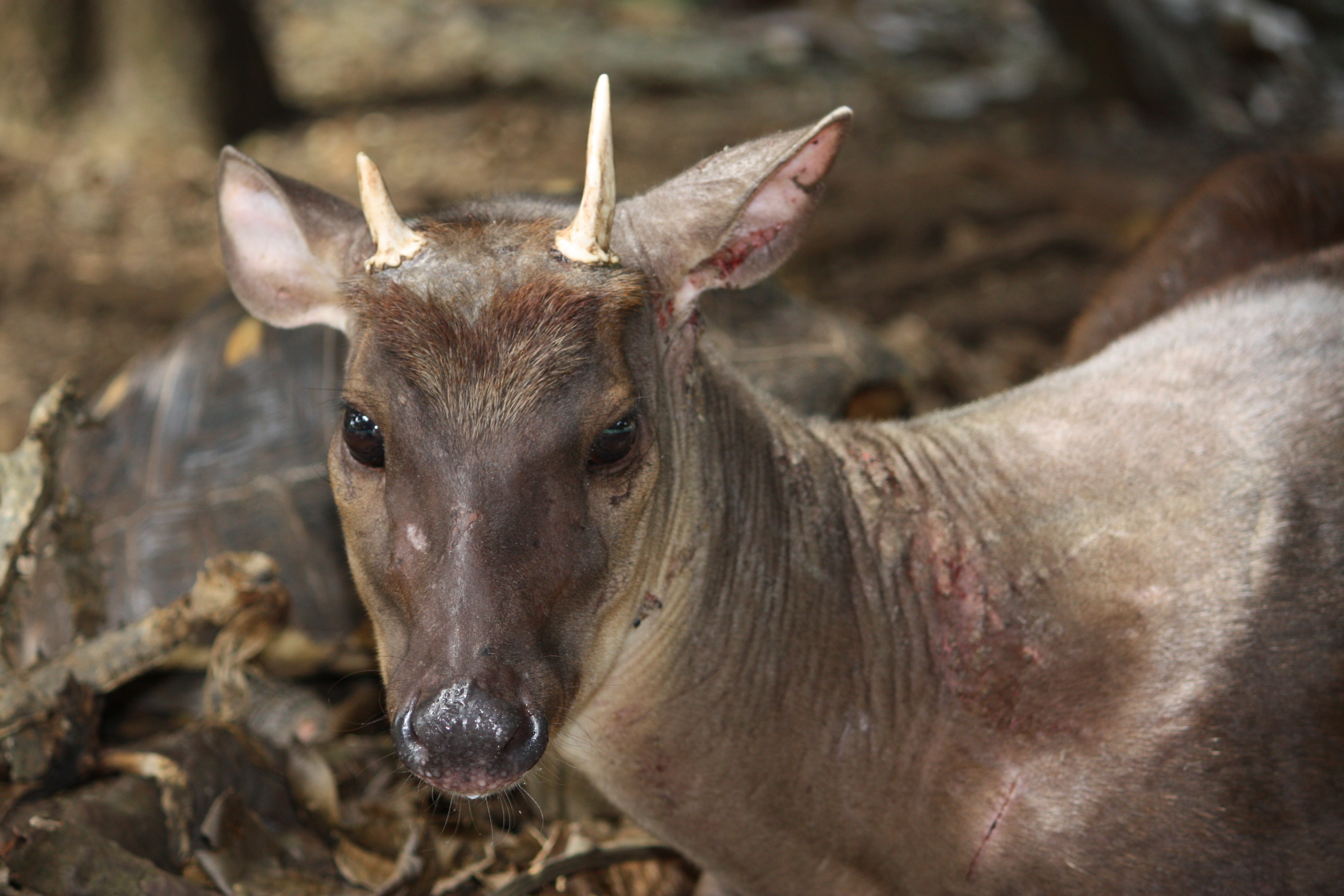
Veado-mateiro macho, com feridas recentes, aparentemente devido à competição com outros machos. Indivíduo em cativeiro na Reserva de Vida Selvagem de Barbados.

Cada veado-mateiro tem o seu próprio pequeno território com um raio de até 1 km. Possuem excelentes habilidades de natação e podem nadar em rios de até 300 metros de largura. Eles geralmente são encontrados sozinhos ou com pares de acasalamento, que tendem a serem monogâmicos. Entretanto, os machos que permanecem solteiros apresentam características poligâmicas, ao acasalar com diferentes fêmeas. Andam devagar e silenciosamente, com a cabeça na altura dos ombros. Quando alarmados, procuram ficar estáticos com o intuito de confundir o seu predador, e quando diretamente ameaçados, fogem para a floresta densa ou nadando para o outro lado do corpo d'água. As complexas interações sociais entre adultos do mesmo sexo descritas em cativeiro confirmam que esta espécie é territorial e geralmente poligâmica como a maioria dos cervídeos. A comunicação entre esses animais é feita por marcação olfativa, para demarcação de territórios.

## Conservação

### Ameaças
Uma das maiores ameaças para a conservação dos cervídeos brasileiros são a perda e fragmentação do seu habitat, com os crescentes avanços das fronteiras agrícolas e expansão das áreas urbanas. Além do estreitamento da área de ocorrência original do veado-mateiro, esses animais estão expostos a doenças trazidas por bovinos domésticos, como a febre aftosa, brucelose, babesiose, ecto e endoparasitas diversos.

#### Predadores
Esses ungulados são presas comuns para animais como pumas e onças. Outro grande predador do veado-mateiro é o humano. Eles são caçados principalmente pela sua carne e sua pele. Na Amazônia, sua carne é vendida à vista nos mercados rurais e urbanos. Apenas no nordeste da Amazônia peruana, os caçadores matam cerca de 6.000 veados-mateiros anualmente. No passado, a pele desse animal também tinha um alto valor comercial. Entre 1962 e 1967, cerca de 170.000 unidades foram exportadas da Amazônia peruana.

### Status de conservação
Ao contrário de outros ungulados, a Mazama americana tem menos probabilidade de extinção por apresentar taxas de reprodução mais rápidas e taxas intrínsecas de aumento populacional.

Não existem ações focadas especificamente na conservação desta espécie. 

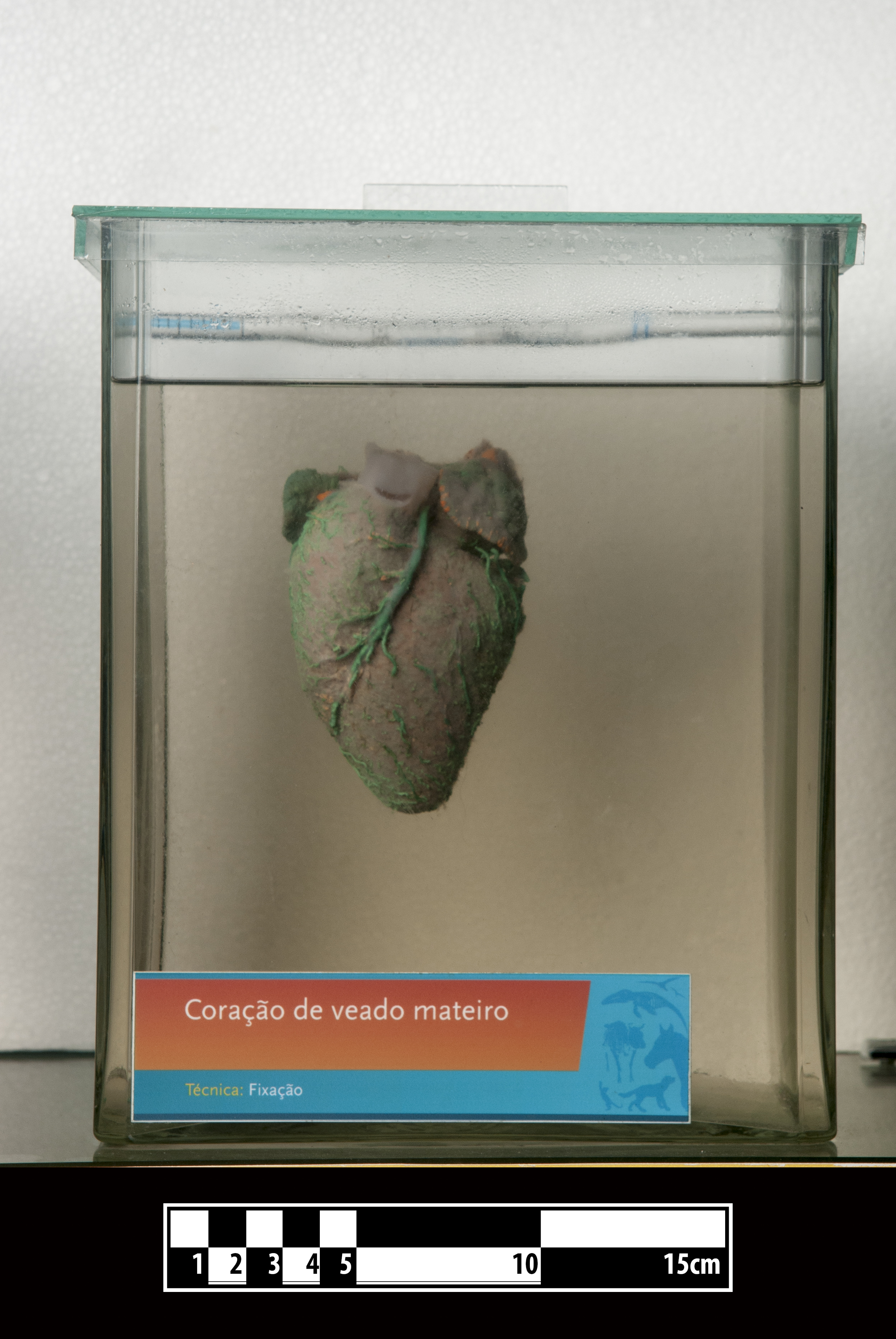
Coração de Veado-mateiro em exposição no Museu de Anatomia Veterinária da Faculdade de Medicina Veterinária e Zootecnia (MAV) da Universidade de São Paulo (USP)

## Leitura complementar
- Duarte, J.M.B.; González, S., ed. (2010). Neotropical Cervidology: Biology and Medicine of Latin American Deer. Jaboticabal, Brasil: FUNEP. 393 páginas. ISBN 978-85-7805-046-7
- Wilson, D.E.; Mittermeier, R.A., ed. (2011). Handbook of the Mammals of the World - Volume 2:Hoofed Mammals. Barcelona: Lynx Edicions. 886 páginas. ISBN 978-84-96553-77-4
- Duarte, J.M.B.; Reis, M.L., ed. (2012). Plano de Ação Nacional para a Conservação dos Cervídeos Ameaçados de Extinção (PDF). Brasília: Instituto Chico Mendes de Conservação da Biodiversidade. 128 páginas